# 小行星21852
小行星21852（21852 Bolander）是一颗绕太阳运转的小行星，为主小行星带小行星。该小行星于1999年10月7日发现。

## 轨道参数
小行星21852的轨道半长轴为2.4243762 UA，离心率为0.152。